# Matija Kocjančič
Matija Kocjančič, slovenski enolog, * 19. maj 1949, Ljubljana.
Kocjančič je leta 1976 diplomiral na oddelku za živilsko tehnologijo na ljubljanski BF in 1995 doktoriral na Živilsko-biotehnološki fakulteti v Zagrebu.
V svojem raziskovalnem delu se je posvetil raziskavam tehnoloških vrednosti grozdja vinskih sort ter v sodelovanju z inštitutom "Jožef Stefan" določanju izvora sladkorjev v slovenskih vinih ter uvajanju sodobne kontrole kakovosti, pristnosti in geografskega porekla vin.